# Rezerwat przyrody Słonawy
Rezerwat przyrody Słonawy – ścisły wodny rezerwat przyrody utworzony w 1957 wzdłuż rzeki Wełny. Położony w całości na terenie miasta Oborniki w województwie wielkopolskim. Jest jednym z dwóch rezerwatów ichtiologicznych w Polsce.

## Zasięg
Rezerwat zajmuje powierzchnię 3,05 ha. Obejmuje około kilometrowy odcinek rzeki Wełny od spiętrzenia wody przy młynie Dahlmanna (Słonawym Młynie) w Obornikach do ujścia do Warty wraz z pasem gruntów nadbrzeżnych o szerokości 3 metrów. Początkowo obejmował także odcinek Warty po 100 metrów w obie strony od ujścia Wełny do środka nurtu, jednak na mocy zarządzenia z 2018 roku rezerwat pomniejszono i wody te już do niego nie należą.

## Przyroda
Utworzony celem ochrony jednego z najpoważniejszych tarlisk ryb w dorzeczu Warty: pstrąga, łososia, troci, certy, brzany, klenia i lipienia, a także zabezpieczenia jedynego w Wielkopolsce miejsca występowania głowacza białopłetwego (u ujścia Wełny do Warty). Liczne są gatunki kiełży. Oprócz wyżej wymienionych gatunków ryb występują m.in. boleń, jelec i koza pospolita. Niedaleko ujścia Wełny złowiono w 1951 ostatniego w Warcie jesiotra. Faunę rezerwatu reprezentują ponadto owady: świtezianka błyszcząca, łatczyn brodawnik, gnojka wytrwała, kowal bezskrzydły, biedronka mączniakówka, omomiłek szary, rusałka kratkowiec i lśniak szmaragdek. Interesujące ptaki zamieszkujące rezerwat to zimorodek, remiz, słowik szary i dzięcioł zielony.
Flora rezerwatu jest także bogata, a najciekawsze gatunki tu występujące to: łączeń baldaszkowy, harbuźnik, bluszczyk kurdybanek, żmijowce, podbiały, chabry i fiołki. Rosną też chronione gatunki purchawek.

## Galeria

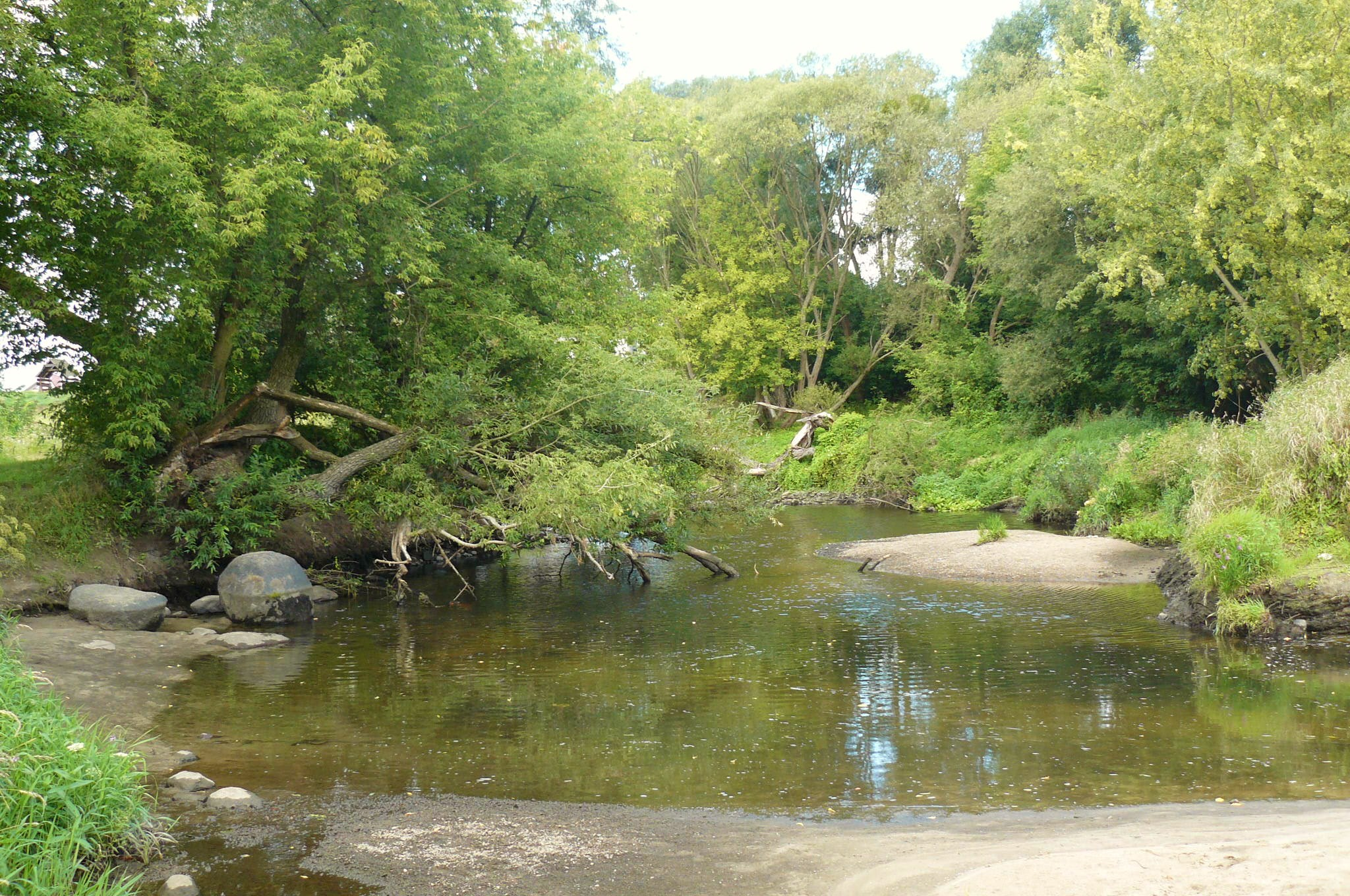
Wełna w Obornikach
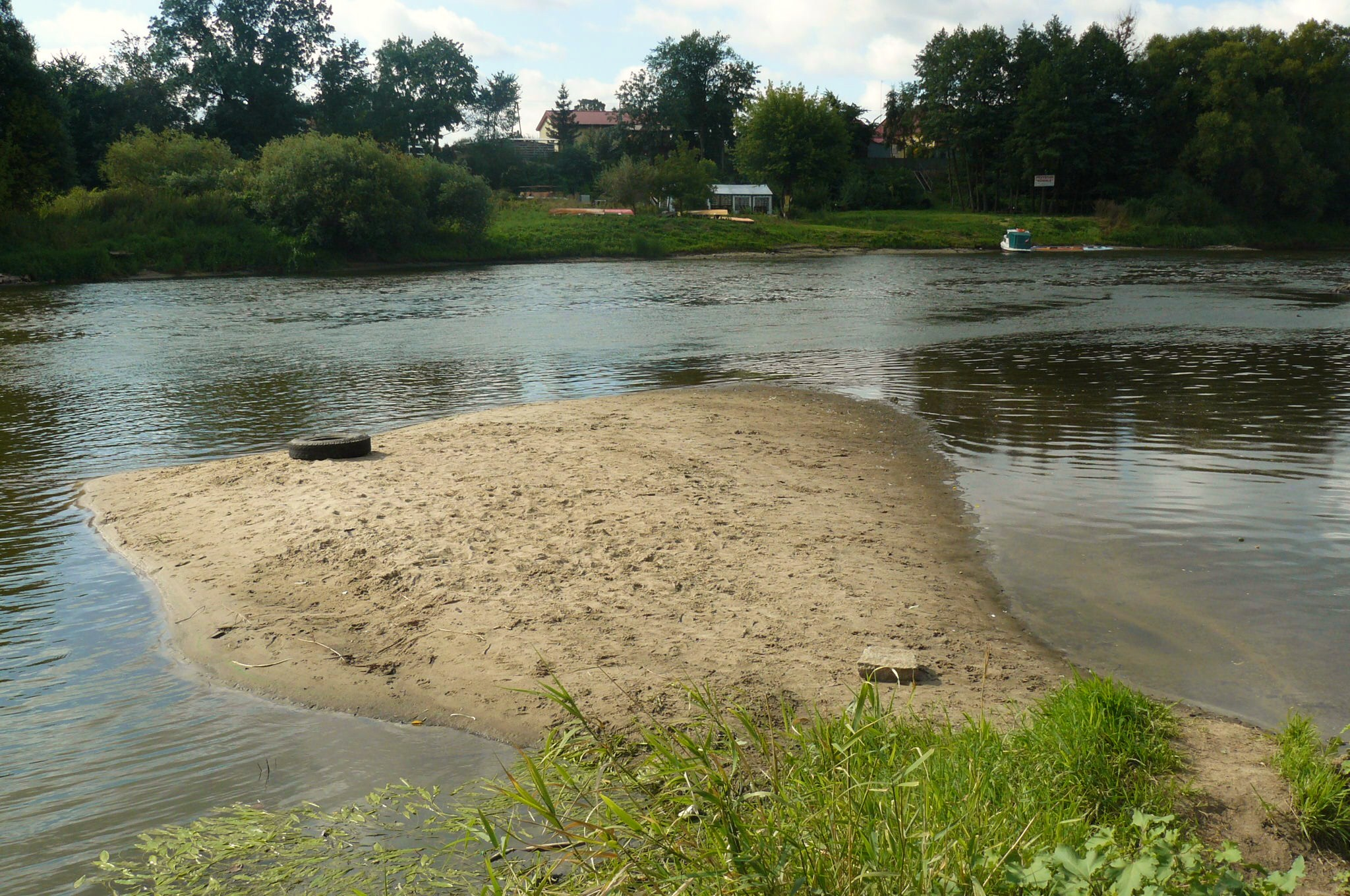
Ujście Wełny do Warty
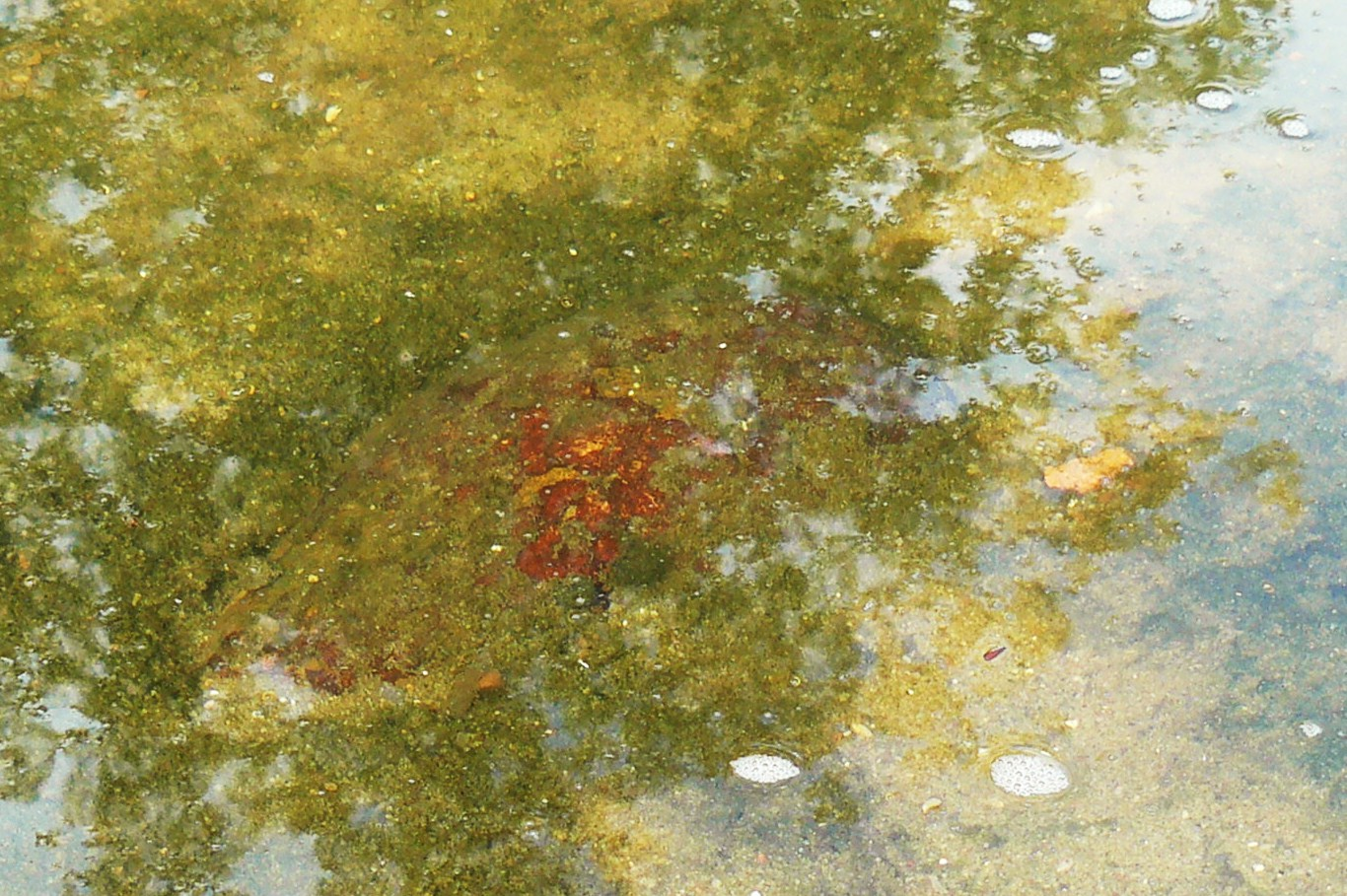
Krasnorosty
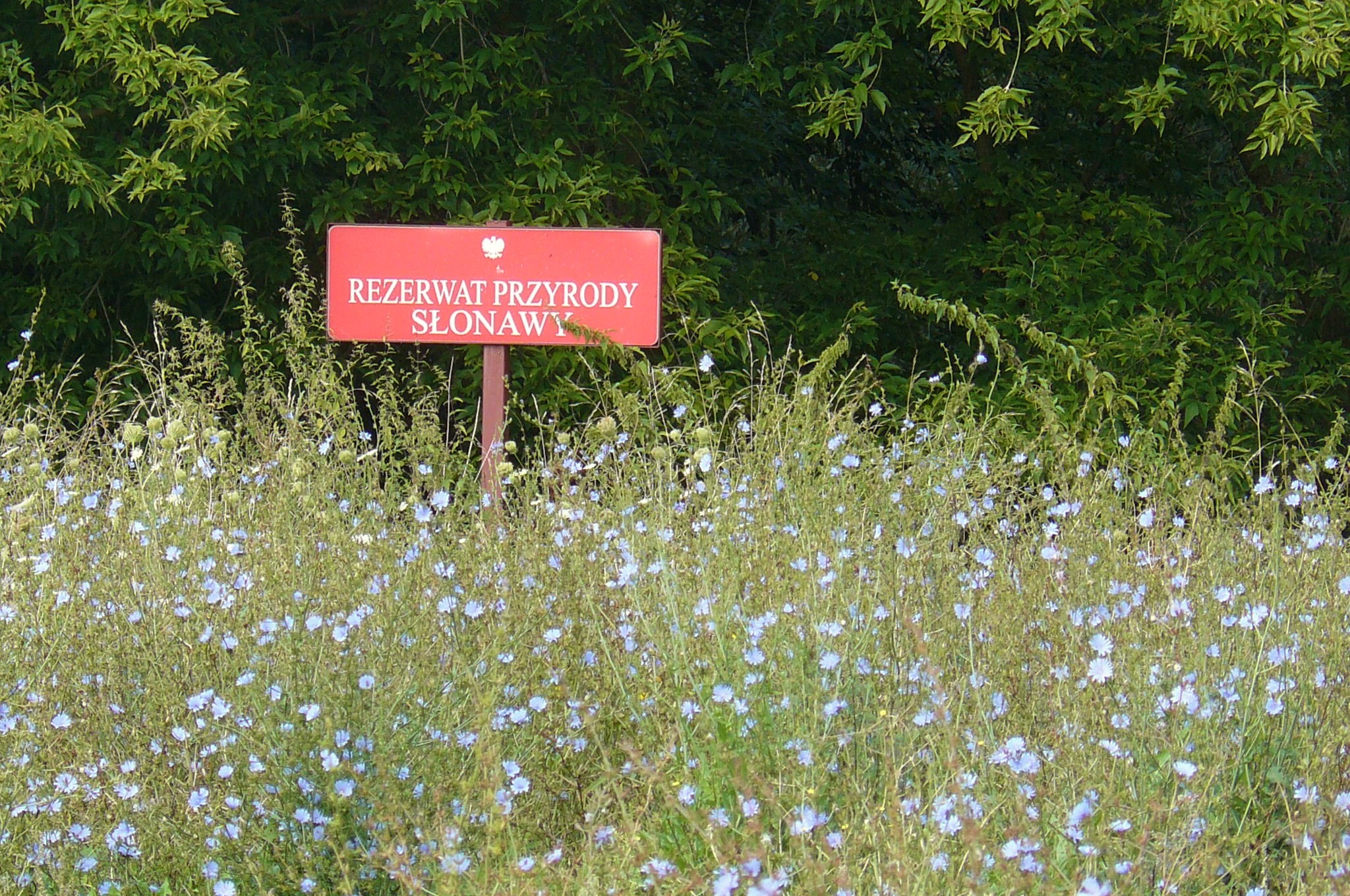
Oznakowanie